# Большое Лупаково
Большое Лупаково — деревня в Ступинском районе Московской области в составе Леонтьевского сельского поселения (до 2006 года входила в Алфимовский сельский округ). В деревне на 2015 год 1 улица — Сиреневая. Селение, как деревня Лопаково, впервые упоминается в 1573 году, в 2 километрах расположена железнодорожная платформа Лютик Большого кольца МЖД.

## Население
| 2002 | 2006 | 2010 |
| ---- | ---- | ---- |
| 6    | →6   | ↘4   |

Алфимово расположено на востоке района, по правому берегу реки Сукуша (правый приток Городенки), высота центра деревни над уровнем моря — 177 м. Ближайшие населённые пункты: Костомарово — около 1,7 км на юг, Спасское — примерно в 1,6 км на юго-запад и Новоселки — около 2 км на северо-запад.